# Lotto- Westel 900 Budapest Open 1998
Il Lotto- Westel 900 Budapest Open 1998 è un torneo di tennis giocato sulla terra rossa.
È la 3ª edizione dell'Hungarian Grand Prix, che fa parte della categoria Tier IV nell'ambito del WTA Tour 1998.
Si è giocato a Budapest in Ungheria, dal 20 al 26 aprile 1998.

## Campionesse

### Singolare
Virginia Ruano Pascual ha battuto in finale  Silvia Farina con il punteggio di 6–4, 4–6, 6–3.

### Doppio
Virginia Ruano Pascual /  Paola Suárez hanno battuto in finale  Cătălina Cristea /  Laura Montalvo con il punteggio di 4–6, 6–1, 6–1.